# Sex (Loïs Lane)
"Sex" is een nummer van de Nederlandse band Loïs Lane uit 1993. Het is de derde en laatste single van hun derde studioalbum Precious.
Het album "Precious" bevatte een aantal tracks die geschreven en geproduceerd werden door niemand minder dan Prince. "Sex" was er een van. Het nummer verscheen eerder op de B-kant van Prince-single Scandalous! uit 1990. Later gaf Prince het nummer aan Loïs Lane, die het begin 1992 opnamen in Prince zijn Paisley Park Studios. Prince kreeg interesse in de zusjes Klemann na het zien van de videoclip van hun nummer I Wanna Be op MTV.
"Sex" bereikte de Nederlandse Top 40 niet, maar bleef steken op een 10e positie in de Tipparade. In de VS genoot het nummer kleine populariteit, mede door de gelikte videoclip, maar ook daar bleef het buiten de hitlijsten.